# Mount Pleasant (Texas)
Mount Pleasant ist die Bezirkshauptstadt und Sitz der Countyverwaltung (County Seat) des Titus County im US-Bundesstaat Texas in den Vereinigten Staaten. Das U.S. Census Bureau hat bei der Volkszählung 2020 eine Einwohnerzahl von 16.047 ermittelt.

## Geographie
Die Stadt liegt an der Kreuzung der Interstate 30 mit dem U.S. Highway 271 sowie dem Highway 49, im Nordosten von Texas, 100 Kilometer südwestlich von Texarkana, ist im Norden etwa 70 Kilometer von Oklahoma, im Osten etwa 120 Kilometer von Arkansas entfernt und hat eine Gesamtfläche von 33,0 km².

## Demografische Daten
Nach der Volkszählung im Jahr 2000 lebten hier 13.935 Menschen in 4.558 Haushalten und 3.208 Familien. Die Bevölkerungsdichte betrug 429,4 Einwohner pro km2. Ethnisch betrachtet setzte sich die Bevölkerung zusammen aus 56,70 % weißer Bevölkerung, 16,00 % Afroamerikanern, 0,55 % amerikanischen Ureinwohnern, 0,84 % Asiaten, 0,01 % Bewohnern aus dem pazifischen Inselraum und 23,57 % aus anderen ethnischen Gruppen. Etwa 2,33 % waren gemischter Abstammung und 40,65 % der Bevölkerung waren spanischer oder lateinamerikanischer Abstammung.
Von den 4.558 Haushalten hatten 39,3 % Kinder unter 18 Jahre, die im Haushalt lebten. 50,9 % davon waren verheiratete, zusammenlebende Paare. 14,7 % waren allein erziehende Mütter und 29,6 % waren keine Familien. 26,2 % aller Haushalte waren Singlehaushalte und in 14 % lebten Menschen, die 65 Jahre oder älter waren. Die Durchschnittshaushaltsgröße betrug 2,93 und die durchschnittliche Größe einer Familie belief sich auf 3,55 Personen.
31,2 % der Bevölkerung waren unter 18 Jahre alt, 10,9 % von 18 bis 24, 28,1 % von 25 bis 44, 16,2 % von 45 bis 64, und 13,6 % die 65 Jahre oder älter waren. Das Durchschnittsalter war 30 Jahre. Auf 100 weibliche Personen aller Altersgruppen kamen 94,8 männliche Personen. Auf 100 Frauen im Alter von 18 Jahren und darüber kamen 89,6 Männer.

Das jährliche Durchschnittseinkommen eines Haushalts betrug 28.805 USD, das Durchschnittseinkommen einer Familie 32.331 USD. Männer hatten ein Durchschnittseinkommen von 22.629 USD gegenüber den Frauen mit 17.080 USD. Das Prokopfeinkommen betrug 14.190 USD. 22,8 % der Bevölkerung und 20,3 % der Familien lebten unterhalb der Armutsgrenze. Davon waren 30,7 % Kinder und Jugendliche unter 18 Jahren und 16,1 % waren 65 oder älter.